# Samoana annectens
Samoana annectens és una espècie de mol·lusc gastròpode pertanyent a la família Partulidae.

## Hàbitat
Viu als boscos tropicals i subtropicals humits.

## Distribució geogràfica
És un endemisme de l'illa de Huahine (Illes de la Societat, Polinèsia Francesa).

## Estat de conservació
La seua principal amenaça és el caragol carnívor Euglandina rosea, el qual fou introduït a l'illa de Huahine a principis de la dècada del 1990. Hom creu que s'ha extingit atès que, d'ençà de l'any 2000, no se n'ha vist cap exemplar viu.